# Василенко, Сергей (легкоатлет)
Серге́й Василе́нко (род. 27 сентября 1965) — советский казахстанский легкоатлет, специалист по прыжкам в длину. Выступал на всесоюзном уровне в 1980-х годах, победитель первенств всесоюзного и республиканского значения, действующий рекордсмен Казахстана. Представлял Алма-Ату и Вооружённые силы.

## Биография
Сергей Василенко родился 27 сентября 1965 года. Занимался лёгкой атлетикой в Алма-Ате, выступал за Казахскую ССР и Советскую Армию.
Впервые заявил о себе в сезоне 1984 года, когда в прыжках в длину показал шестой лучший результат сезона в СССР среди молодых легкоатлетов (7,73), а в тройных прыжках — девятый лучший результат (15,84).
В сентябре 1985 года на соревнованиях в Алма-Ате прыгнул на 8,06 метра, став 15-м в списке лучших легкоатлетов СССР в прыжках в длину.
В 1987 году одержал победу на турнире в Алма-Ате (8,03), в составе советской сборной завоевал бронзовую награду на Гран-при Будапешта (7,92).
В июне 1988 года с результатом 8,33 превзошёл всех соперников на Мемориале братьев Знаменских в Ленинграде, затем на первенстве Казахской ССР в Алма-Ате так же был лучшим, установив при этом ныне действующий рекорд Казахстана в прыжках в длину на открытом стадионе — 8,16 метра. На чемпионате СССР в Таллине прыгнул на 8,03 метра и занял итоговое пятое место.